# Art déco valencià

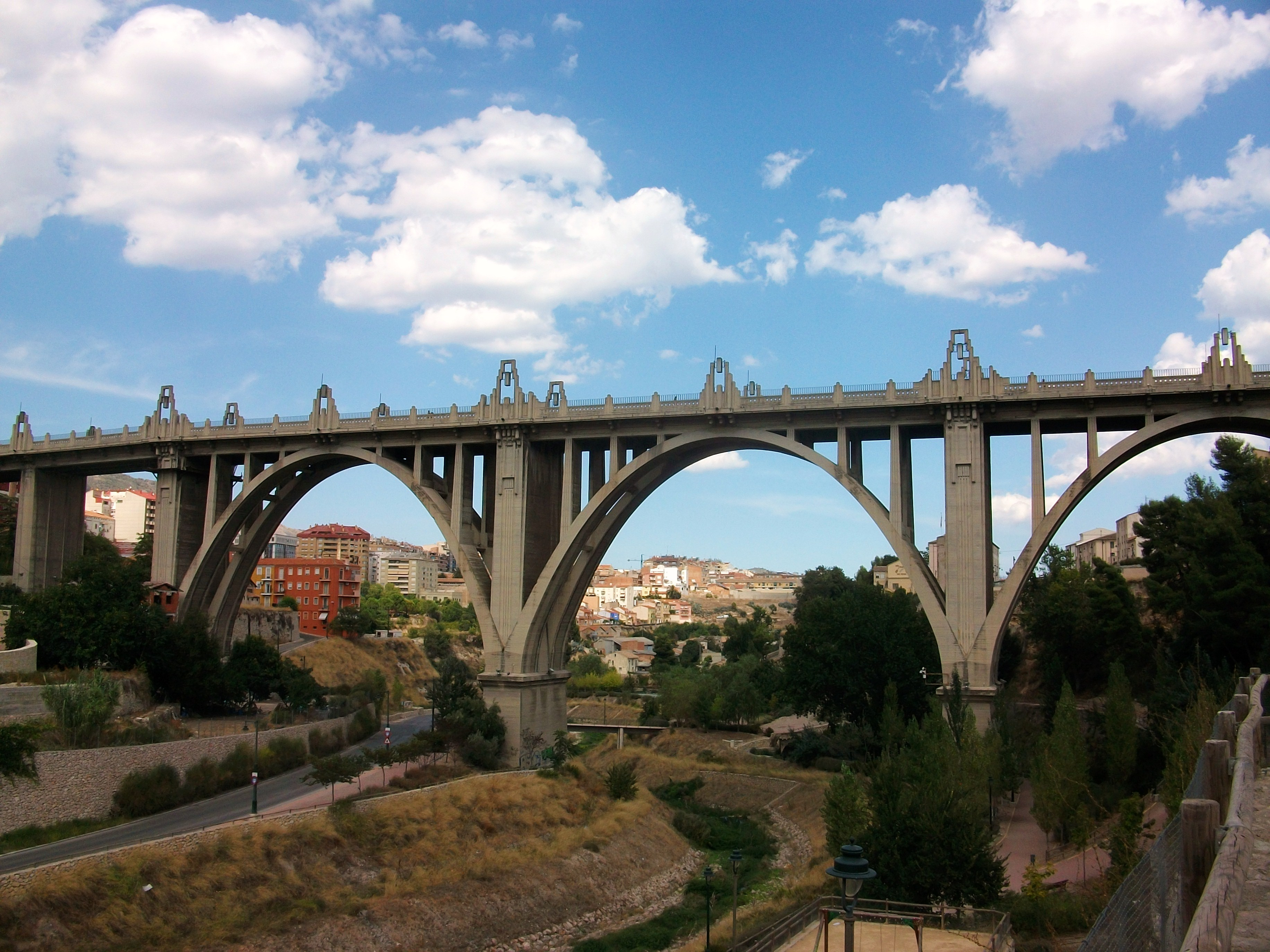
Pont de Sant Jordi, a Alcoi (l'Alcoià), 1931.

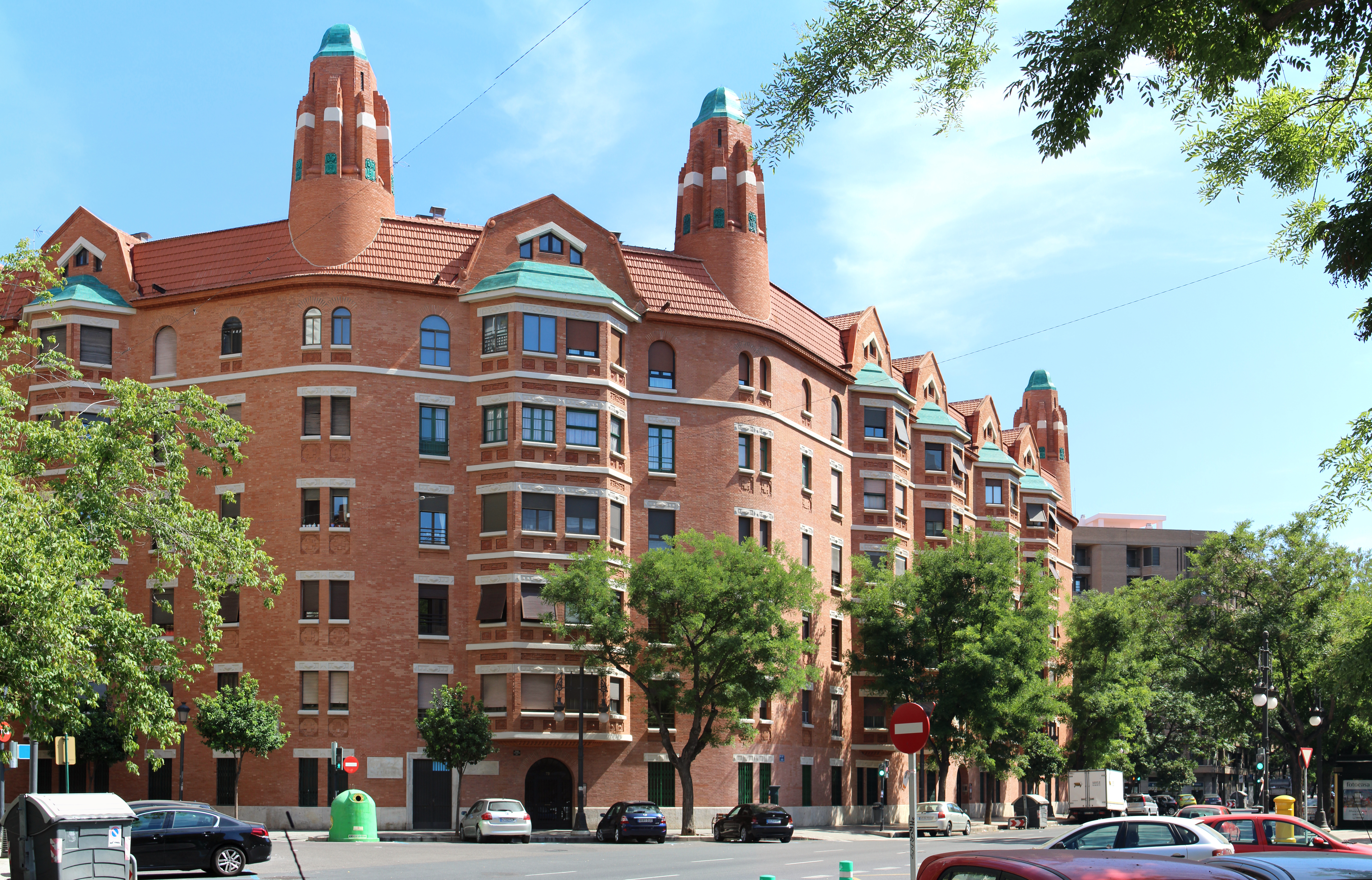
Edifici de la Finca Roja. Projectat per l'arquitecte Enric Viedma i Vidal en 1929 i construït en 1933.

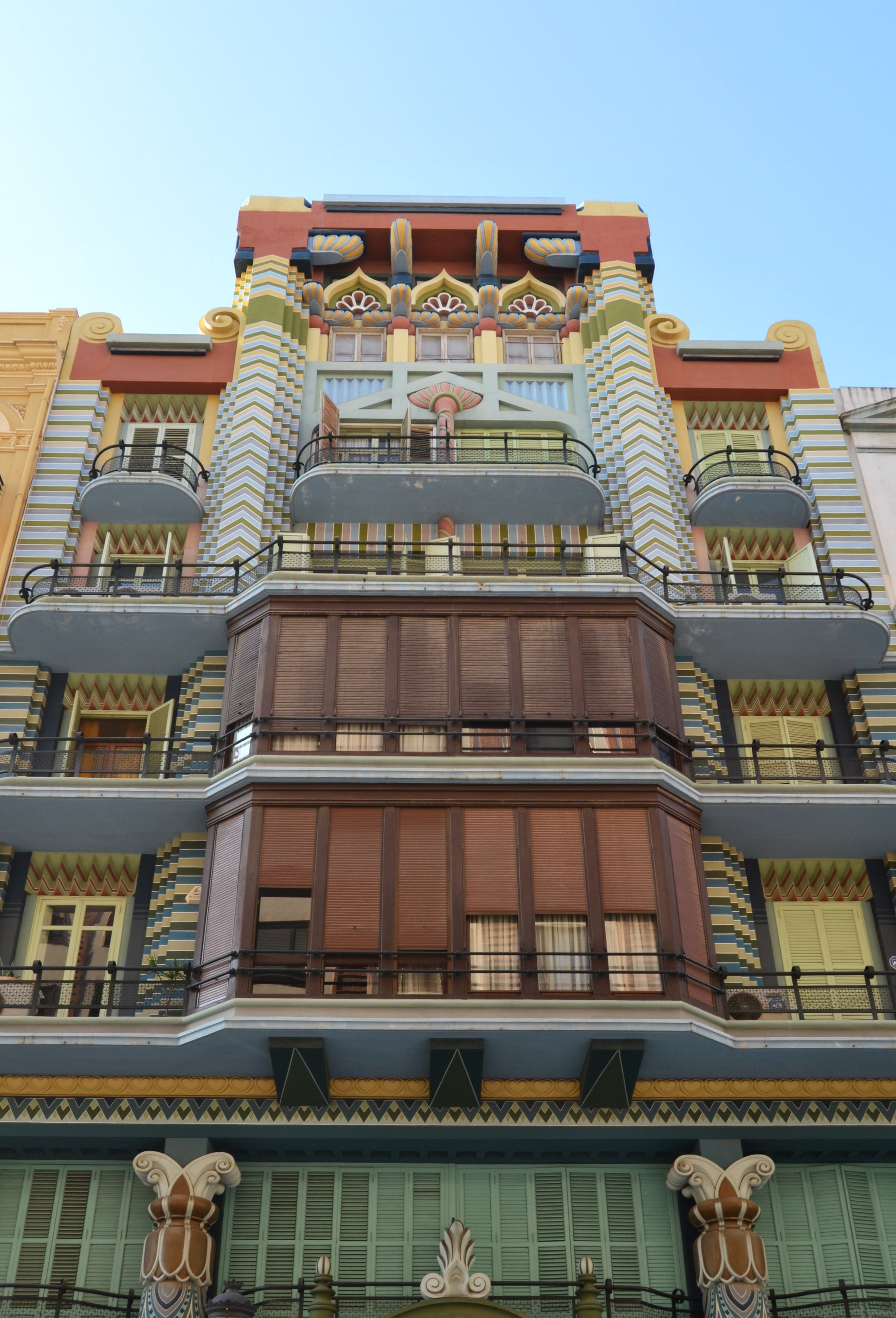
Casa Jueva, a València, obra de Joan Guardiola.

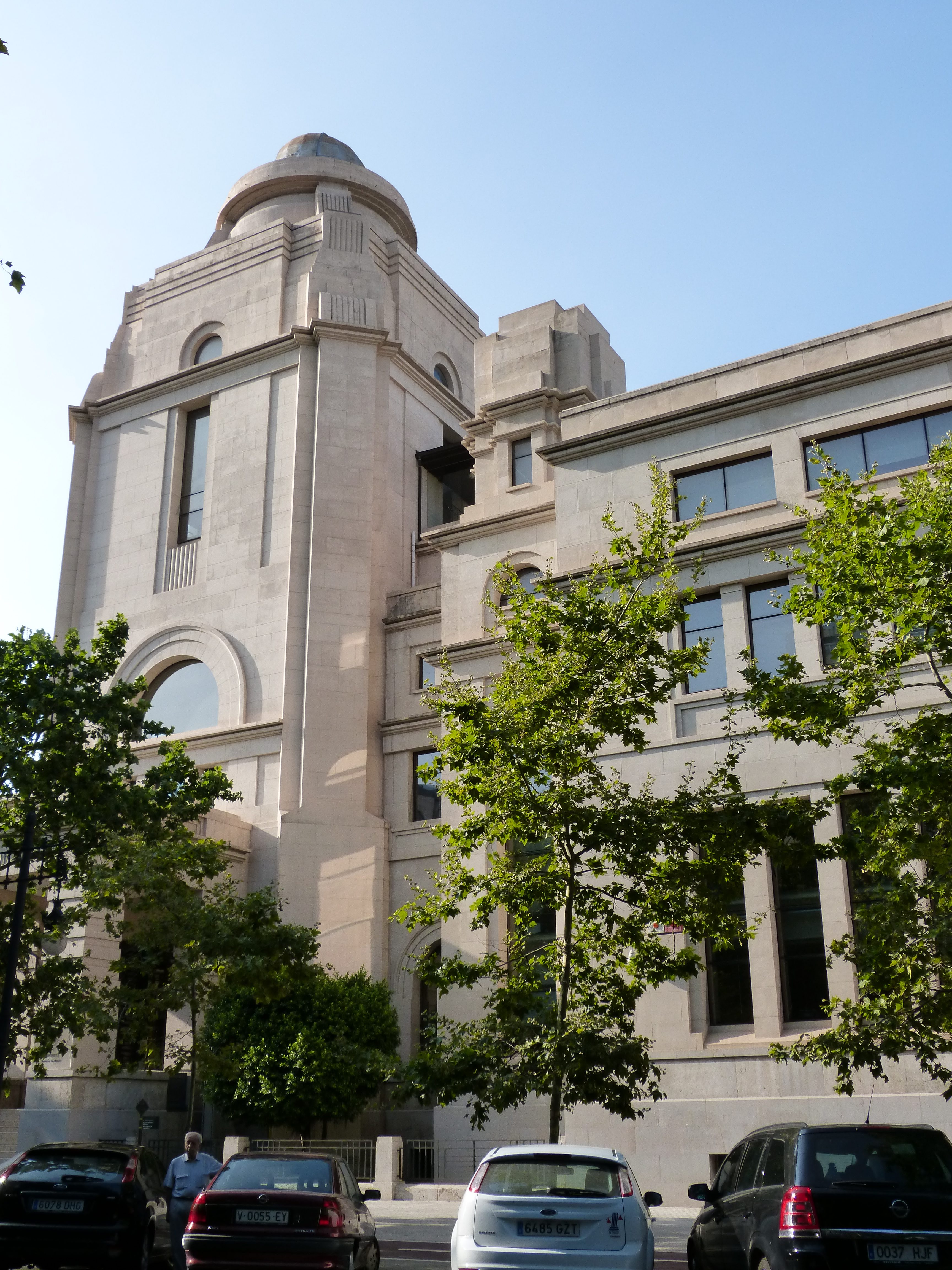
Rectorat de la Universitat de València, situat en l'avinguda de Blasco Ibáñez (València).

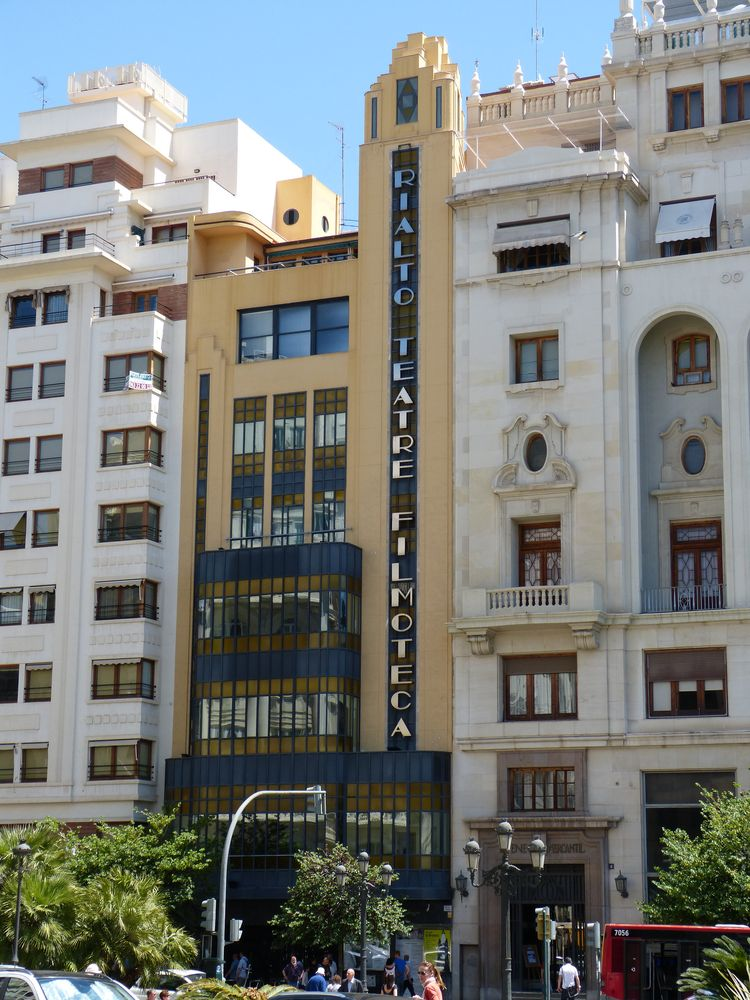
Edifici Rialto - València. Projectat per l'arquitecte Cayetano Borso di Carminati i construït en 1939.

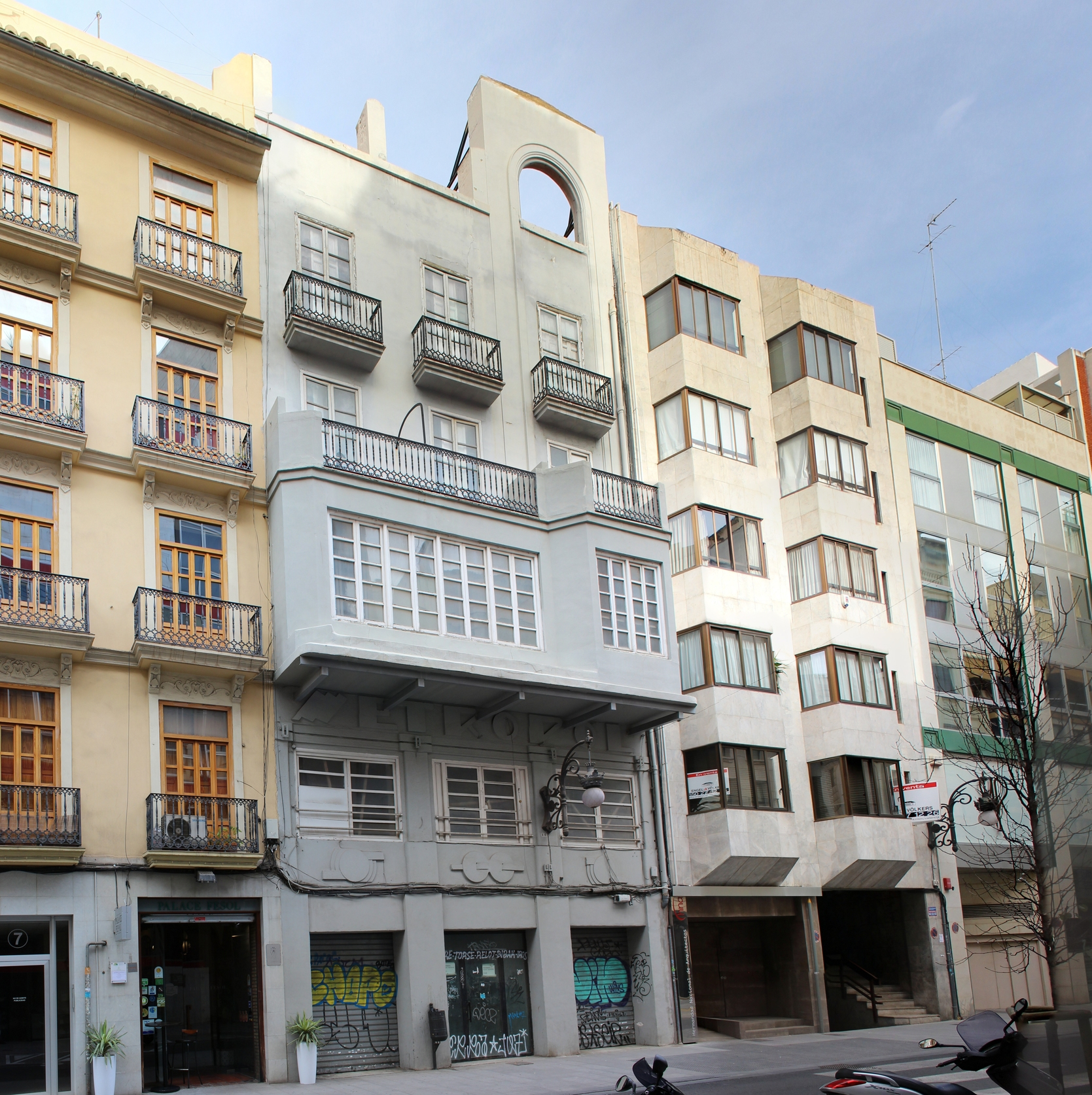
Cinema Metropol, a València, obra de Francisco Javier Goerlich i Lleó.

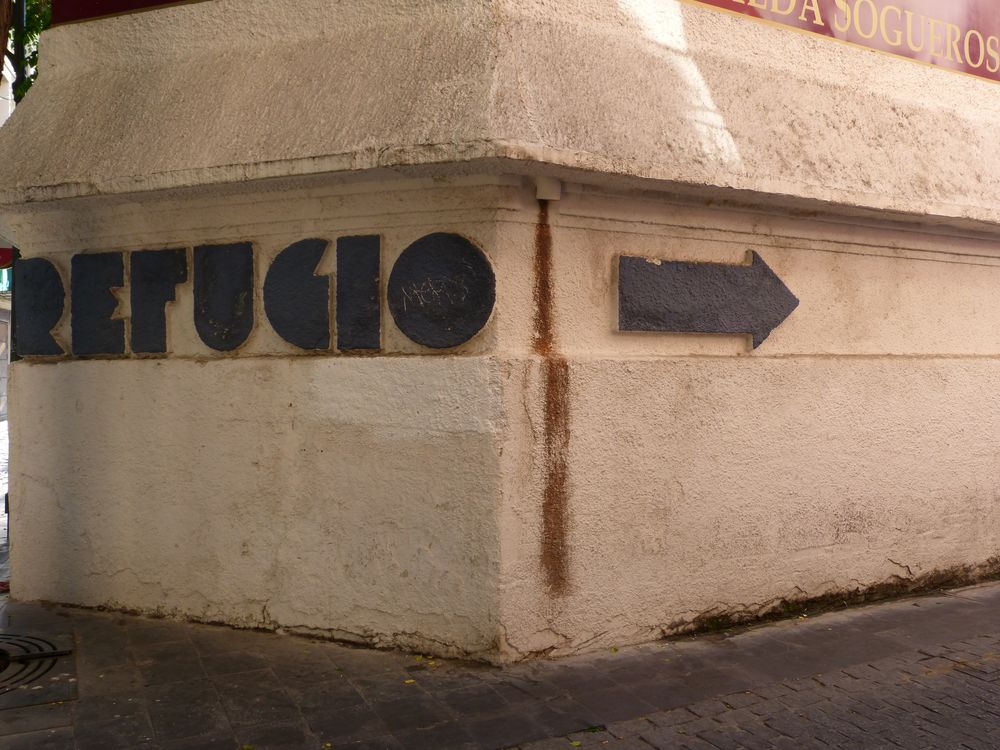
Tipografia art déco en els refugis antiaeris de la guerra civil a València.

L'art déco valencià és el desenvolupament del moviment artístic de l'art déco al País Valencià. Va començar a ser popular des del 1925 fins al 1939 (encara que la seua influència s'estén fins a la dècada del 1950) i va influir en les arts decoratives com l'arquitectura, el disseny interior i el disseny gràfic i industrial, i en les arts visuals com la moda, pintura, gravats, escultura i cinematografia.

## Arquitectura
En la dècada de 1920 al País Valencià l'art déco conviu amb el modernisme valencià en diverses obres arquitectòniques, en una barreja d'estils que anirà desapareixent i decantant-se a favor de la moda imperant, l'art déco. Posteriorment passaria una cosa semblant en algunes edificacions, en fusionar-se l'art déco amb el racionalisme valencià.
El País Valencià disposa d'una abundant arquitectura art déco, conseqüència del període d'expansió econòmica del període d'entreguerres, en les quals l'estat espanyol va ser neutral.
Encara que en el cas de l'art déco serà principalment la ciutat de València en la qual més es desenvolupà l'estil arquitectònic, també es poden trobar destacades obres d'art déco en diverses poblacions valencianes com en el cas del Pont de Sant Jordi, en Alcoi (l'Alcoià), probablement l'obra més colossal i de major mida dins de l'art déco valencià. En Sueca (Ribera Baixa) tindrà lloc un altre important focus dins d'aquest estil, on destaca l'obra i influència de l'arquitecte suecà Joan Guardiola amb l'Ateneu Suecà dels Socors com a principal exponent.
A València, són particularment notoris la casa de banys de Les Arenes, l'edifici del Rectorat de la Universitat de València on caldria destacar la cúpula que alberga el telescopi de l'antiga Facultat de Ciències i els cinemes Rialto (1939, actualment Filmoteca de la Generalitat Valenciana), Capitol (transformat en edifici d'oficines) i Metropol.
Altres edificis basats en aquest tipus d'arquitectura que destaquen a València són la Casa Jueva de Joan Guardiola (1930) o l'edifici de Bombas Gens de Borso di Carminati (1930). A l'arquitecte valencià Francisco Javier Goerlich i Lleó s'atribueixen la majoria de les edificacions del període de transició entre l'arquitectura art déco i el racionalisme arquitectònic valencià de la ciutat, com l'edifici Roig Vives, l'edifici Martí Cortina (1943), l'edifici Carlampio o el Col·legi Major Lluís Vives, tots ells projectats per Goerlich i que comparteixen característiques d'ambdós estils arquitectònics.
A la ciutat de València no es pot deixar al marge la famosa Finca Roja d'un altre arquitecte valencià, Enric Viedma i Vidal, que està assenyalada com un dels referents més importants dintre de l'expressionisme neerlandés amb detalls importants de l'art déco valencià.
Un cas curiós és el de la tipografia original d'estil art déco utilitzada al refugis antiaeris de València durant la guerra civil espanyola, que conserva una bona part de diversos refugis.
Entre les obres d'art déco valencià destaquen:
Alcoi:
- Pont de Sant Jordi
- Cinema Goya

Alacant:
- Edifici Reyes de Anta-Barri

Carlet:
- Mercat municipal de Carlet

Sueca:
- Ateneu Suecà del Socors
- Teatre Serrano
- Societat Recreativa l'Agricultura

València:
- Bombas Gens
- Casa Jueva
- Cinema Rialto
- Cinema Metropol
- Cinema Capitol
- Finca Roja
- Edifici Roig Vives
- Edifici Cervera
- Edifici Gil
- Edifici Quadrat
- Rectorat de la Universitat de València

### Arquitectes de l'art déco al País Valencià
Els arquitectes que realitzaren obres dins de l'art déco valencià són els següents, classificats per poblacions on les van realitzar:
- Alcoi: Víctor Eusa i Roc Monllor Boronat
- Alacant: Cayetano Borso di Carminati
- Carlet: Mariano Peset Aleixandre
- Sueca: Joan Guardiola i Julián Ferrando Ortells.
- València: Cayetano Borso di Carminati, Francisco Javier Goerlich, Joan Guardiola, Mariano Peset Aleixandre, Joaquín Rieta Síster, Enric Viedma i Vidal, etc.